# Joaquín Boghossian
Joaquín Boghossian, vollständiger Name Antonio Joaquín Boghossian Lorenzo, (* 19. Juni 1987 in Montevideo) ist ein uruguayischer Fußballspieler mit armenischen Wurzeln.

## Karriere

### Verein

#### Karrierebeginn in Uruguay und Argentinien
Der je nach Quellenlage 1,94 Meter oder 1,97 Meter große Joaquín Boghossian begann seine Karriere 2005 bei Club Atlético Cerro in Montevideo. Zur Saison 2006/07 wechselte er zum soeben aus der Segunda División aufgestiegenen Club Atlético Progreso. Ein Jahr später ging er wieder zurück zu Cerro. Dort bestritt er sodann bis 2009 55 Partien, in denen er 23 Treffer erzielte. Für die Saison 2009/10 wurde er an die Newell’s Old Boys aus Rosario in Argentinien verliehen. Nachdem die Argentinier keine Kaufoption auf Joaquín hatten, mussten sie ihn wieder zurück nach Uruguay ziehen lassen.

#### Wechsel zu Red Bull Salzburg
Im Juli 2010 wechselte er für eine Ablösesumme von je nach Quellenlage drei Millionen Euro oder 6,9 Millionen Euro zum FC Red Bull Salzburg, wo er mit einem Vierjahresvertrag ausgestattet wurde. Dort sollte er den Abgang vom Rekordtorschützen Marc Janko kompensieren. In den ersten beiden Spielen traf der Neuzugang, erzielte jedoch über den Rest der Saison keine weiteren Tore. Trainer Ricardo Moniz, der nach der Saison 2011/12 den Platz von Huub Stevens einnahm, plante nicht mehr mit ihm. Im Sommer 2011 wechselte er schließlich auf Leihbasis zurück nach Uruguay zu Nacional Montevideo, wo er am 27. August 2011 unter Trainer Marcelo Gallardo im Spiel gegen den Club Atlético Cerro debütierte und in der Saison 2011/12 insgesamt 14-mal in der Primera División für den Klub auf dem Platz stand, dabei fünf Tore erzielte und die Meisterschaft gewann. Zusätzlich lief er zweimal in der Copa Libertadores auf. In der österreichischen Sommerpause 2012 kehrte er nach Salzburg zurück. Seine Saisondebüt 2012/13 gab Boghossian am 30. Juni 2012 bei einem Testspiel gegen Wacker Burghausen (0:0), in dem er zur Halbzeitpause eingewechselt wurde. Am 21. Dezember 2012 bestätigte Boghossian Verhandlungen mit dem ecuadorianischen Verein Barcelona Sporting Club über einen bevorstehenden Wechsel auf Leihbasis, welche jedoch wenig später scheiterten. Am 25. Januar 2013 gab der auf dem letzten Tabellenplatz befindliche belgische Erstligist Cercle Brugge bekannt, dass Boghossian sich auf Leihbasis dem Club anschließt. Bei den Belgiern absolvierte er bis zum Abschluss der Saison 2012/13 sechs Spiele und erzielte einen Treffer. Damit konnte auch er den Abstieg des Vereins nicht verhindern. Nach seiner Rückkehr nach Salzburg wurde sein Vertrag aufgelöst und er ging zum argentinischen Erstligaklub Quilmes. Bei den Argentiniern lief er 24-mal in der Liga auf. Er erzielte zwei Tore. Ende Juni 2014 schloss er sich dem montevideanischen Verein Defensor an. Dort wirkte er in zwei Partien der Copa Libertadores 2014 mit. In der Apertura 2014 wurde er in fünf Erstligaspielen (ein Tor) eingesetzt. Nach der Halbserie endete sein Engagement bei den Montevideanern. Im Januar 2015 schloss er sich zum dritten Mal in seiner Karriere dem Erstligisten Club Atlético Cerro. In der Clausura 2015 kam er dort in elf Partien (ein Tor) der Primera División zum Einsatz. In der anschließenden Apertura erzielte er drei Treffer bei zwölf Ligaeinsätzen. Am 21. Januar 2016 wurde sein Wechsel für 18 Monate auf Leihbasis zum argentinischen Klub Arsenal de Sarandí vermeldet. Dort traf er dreimal bei 16 Erstligaeinsätzen.
Dann folgte 2017 der Wechsel zu CA Sarmiento und eine Saison später weiter zu Sport Huancayo nach Peru. Im Jahr 2019 spielte er zuerst für Plaza Colonia und dann für IA Sud América, ehe er sich im Januar 2020 erneut dem Club Atlético Cerro anschloss.

### Nationalmannschaft
Joaquín Boghossian war für die U-20 Auswahl Uruguays bei der Campeonato Sudamericano 2007 im Einsatz, wo er mit der Mannschaft den dritten Platz erringen konnte. Für die WM 2010 in Südafrika war er im erweiterten Kader der A-Nationalmannschaft, wurde aber nicht nominiert, da ihm weitaus erfahrenere Spieler wie Diego Forlán, Luis Suárez und Edinson Cavani vorgezogen wurden.

### Erfolge
- Uruguayischer Meister: 2012